# Arusha (vùng)
Arusha là một vùng của Tanzania, giáp biên giới với các hạt Narok và Kajiado của Kenya. Thủ phủ của vùng Arusha đóng tại Arusha. Vùng Arusha có diện tích 33809 ki lô mét vuông. Đến thời điểm điều tra dân số ngày 25 tháng 8 năm 2002, vùng Arusha có dân số 1292973 người.. Vùng này có các huyện sau: Ngorongoro, Arusha, Karatu, Monduli, Longido và Arumeru.